# Bythiospeum quenstedti
Bythiospeum quenstedti is een slakkensoort uit de familie van de Hydrobiidae. De wetenschappelijke naam van de soort is voor het eerst geldig gepubliceerd in 1873 door Wiedersheim.